# 多可町余暇村公園
多可町余暇村公園（たかちょうよかむらこうえん）は兵庫県多可郡多可町中区牧野に所在する庭園である。運営は公益財団法人兵庫県園芸・公園協会。総面積は13.0ha。

## 概要
多可町にある妙見山の麓にあり、兵庫県北播磨地域のレクリエーション施設の利用を目的として、公園内にはアスレチック、バラ園、日本庭園などがある総合公園であり、宿泊施設を併設する。隣接してゴルフ場やテニスコート、野球場などもあり、宿泊型のスポーツ、レクリエーションエリアとしても利用される。特にバラ園は播磨中央公園と並び県内でも有数であり、春にはバラ祭りが開催される。

## 沿革
- 1987年（昭和62年）4月1日 - 兵庫県立北播磨余暇村として開園する。[1]
- 2012年（平成24年）4月1日 - 兵庫県より多可町に移譲、町立となる。[3]

## 設備

### 冒険の広場
- 滑り台 - アスレチック内にある滑り台と「妙見スカイローラー」と呼ばれる全長253mの長大滑り台（ローラースライダー）がある。[2][1]
- 回廊式コンビネーション遊具[2][1]
- アスレチック[2][1]
- 幼児広場（ブランコ、シーソー、木馬など）[2][1]
- レンガの砦[2][1]
- こどもの小川[2][1]
- 吊り橋[2][1]
- 銅精錬所跡展示館（見学は予約制）[1]

かつて、この付近には鉱山があり銅を掘り出し精錬していたが、その精錬の跡をそのまま保存して展示している。

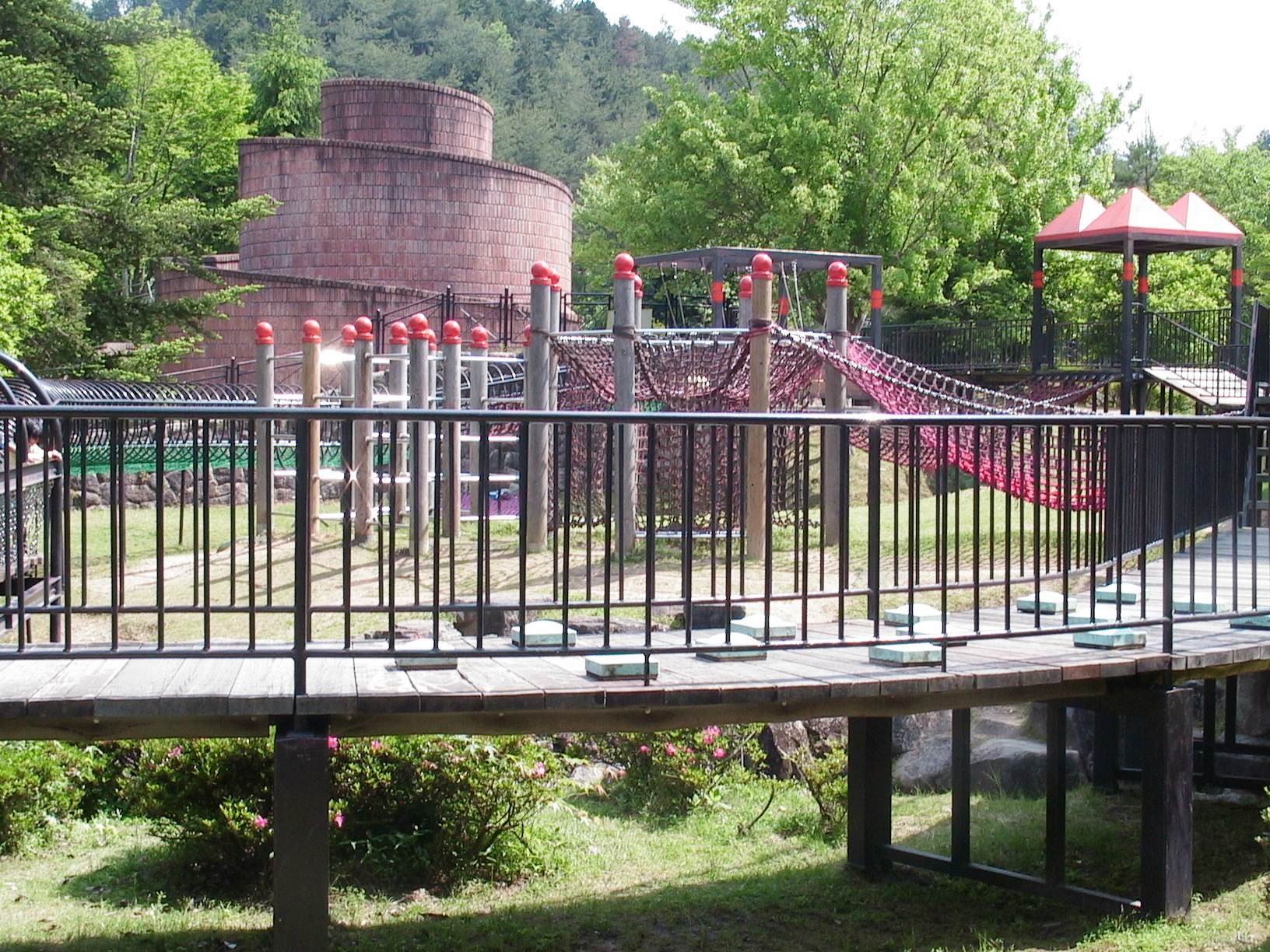
回廊式コンビネーション遊具ウッドジャングル
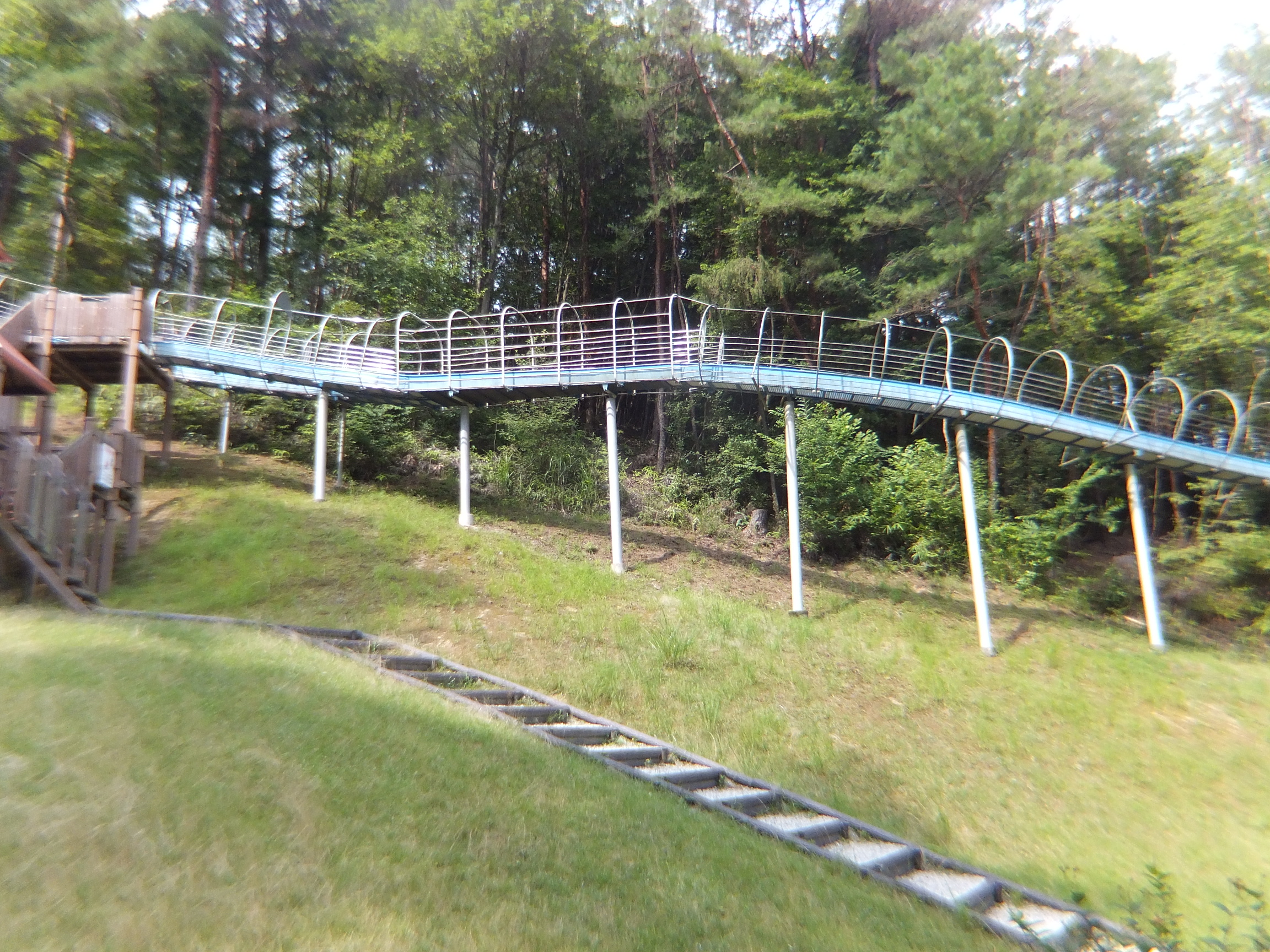
妙見スカイローラー
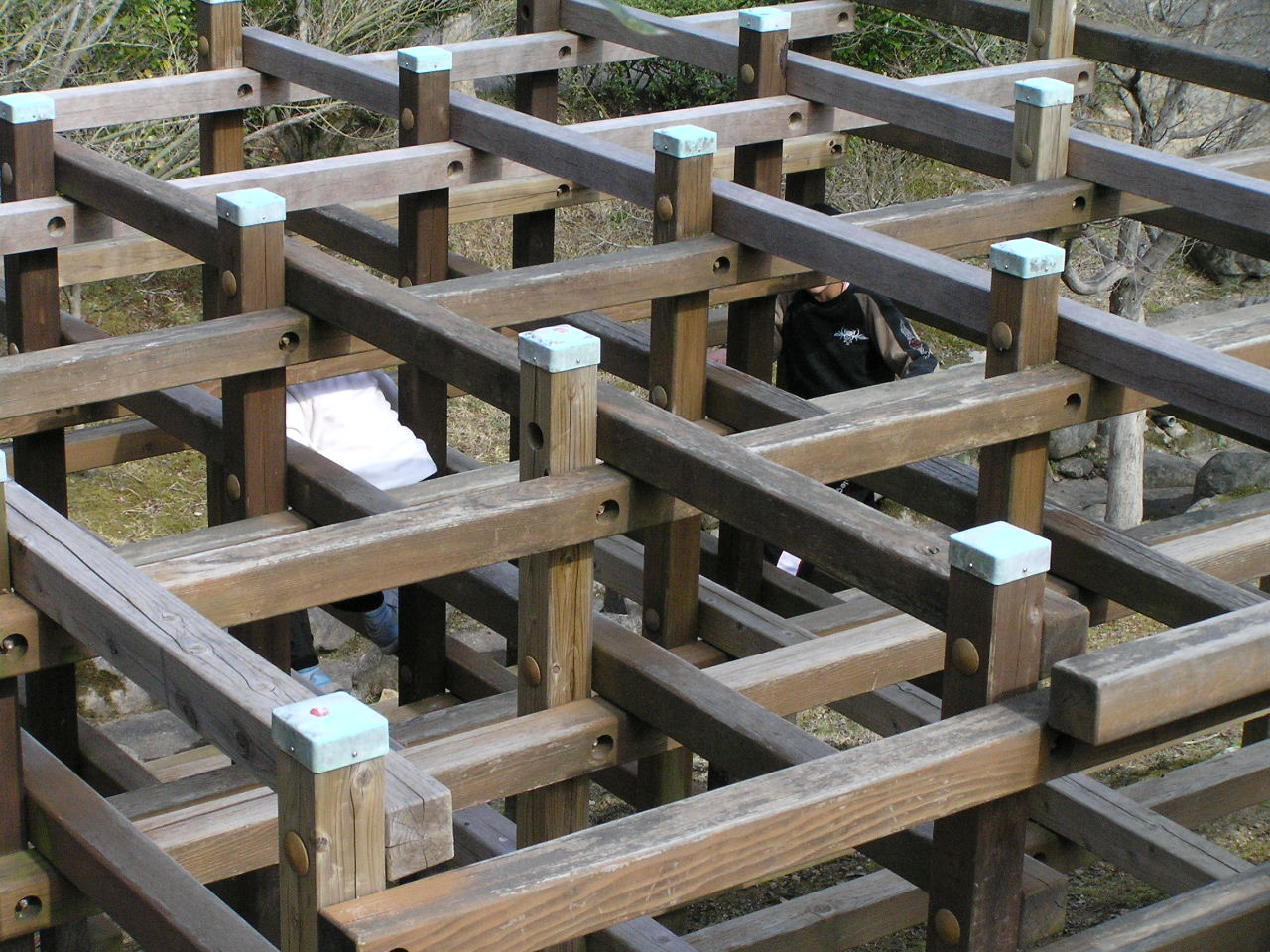
アスレチック遊具
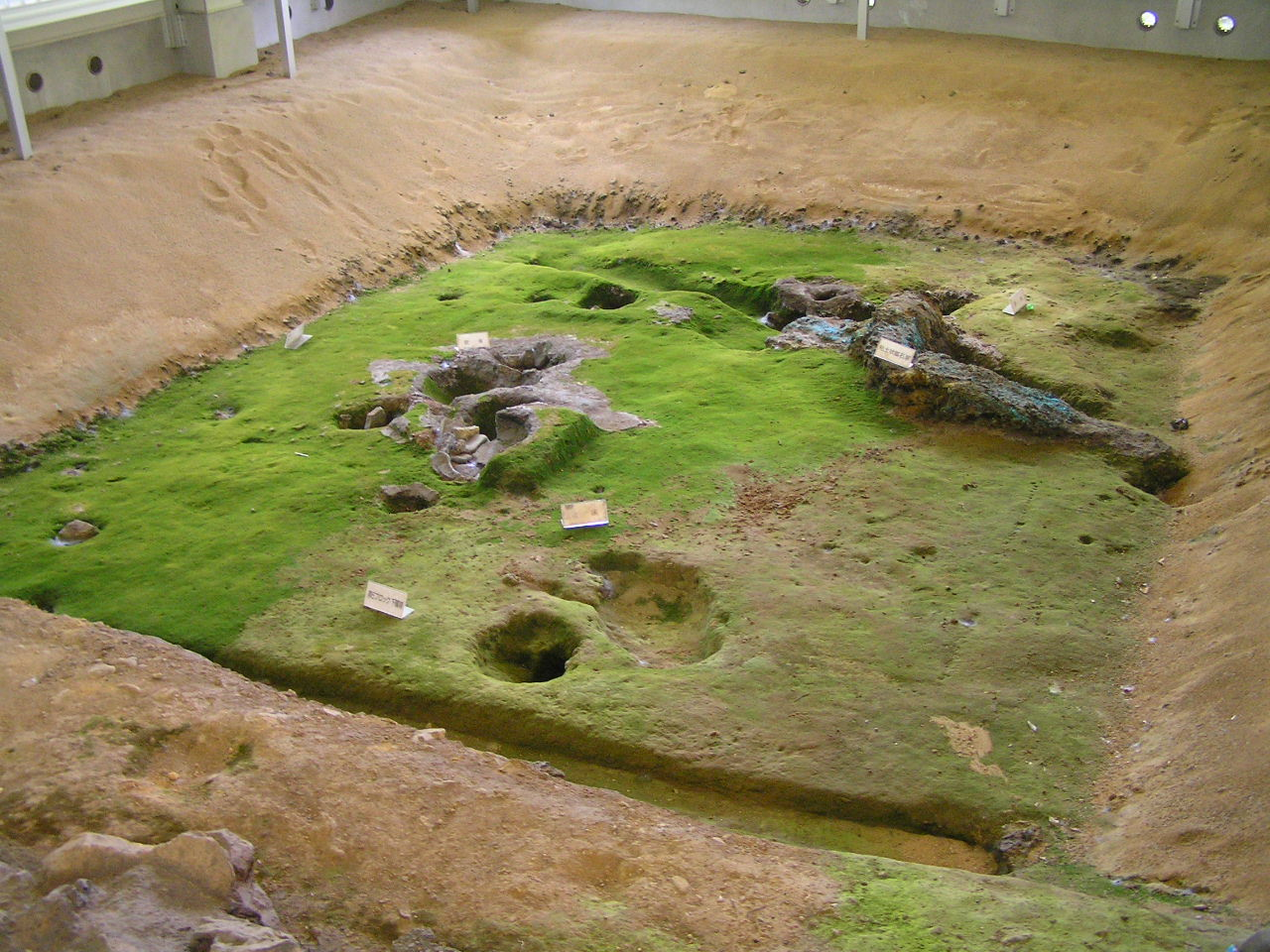
銅精錬所跡展示館

### 観賞ゾーン・いこいの森
- バラ園（バラ40種760株）[2][1]
- 日本庭園[2][1]
- 花しょうぶ園（花しょうぶ147種12,390株）
- 東屋式休憩所、観賞デッキ[2][1]
- ココロン那珂 - レストラン、宿泊施設。[2][1]

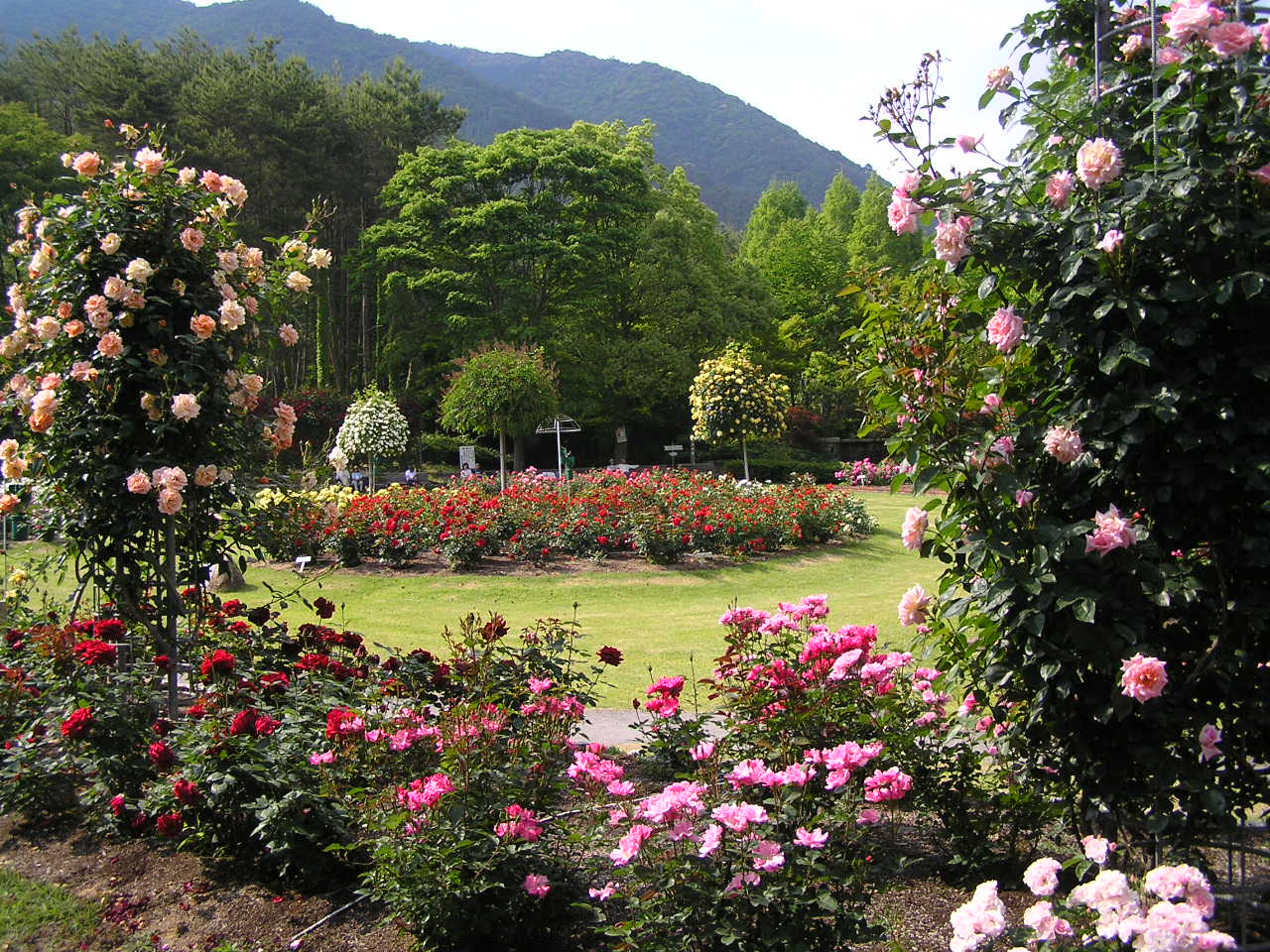
バラ園
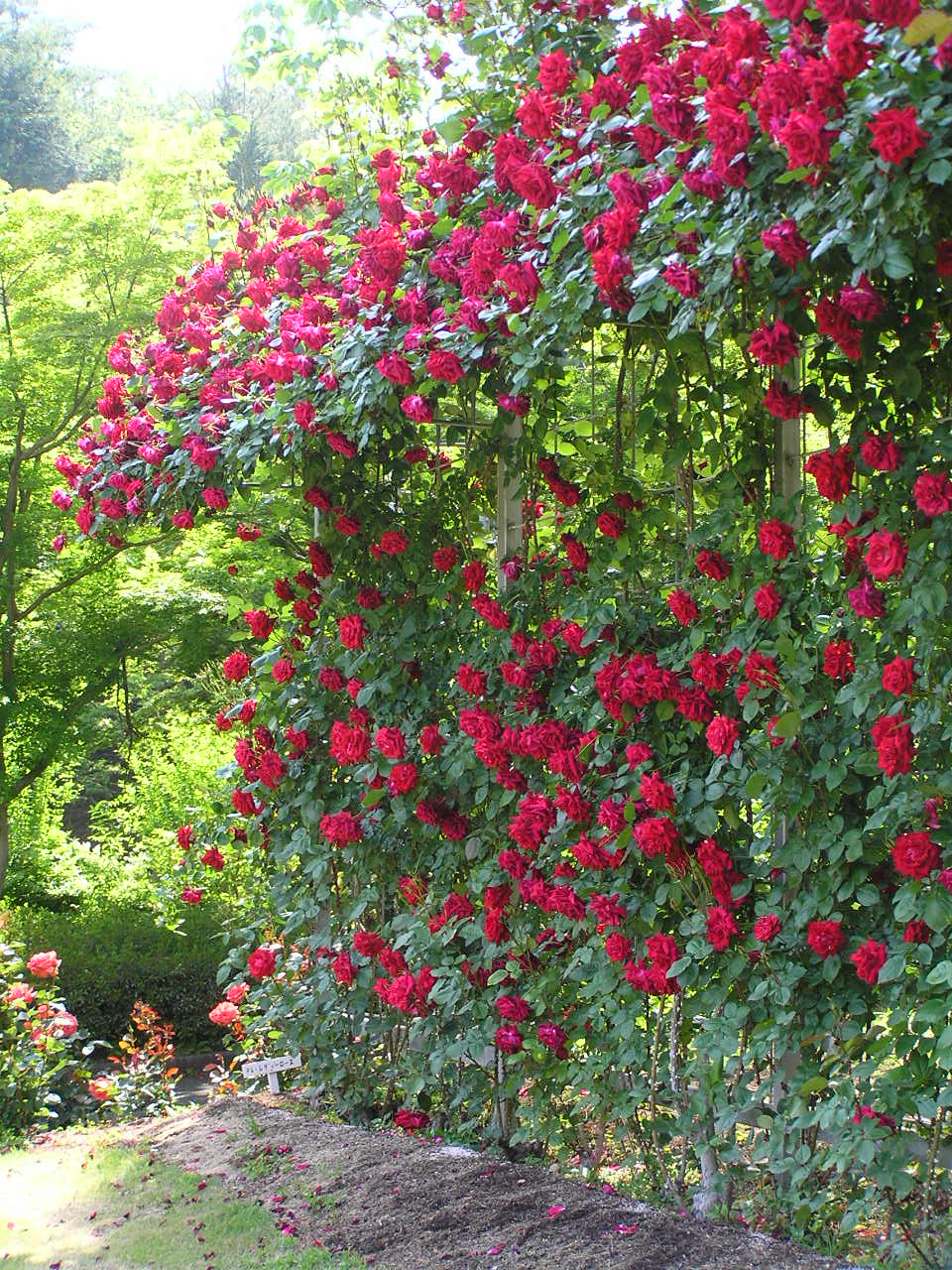
バラ園（つるバラ）
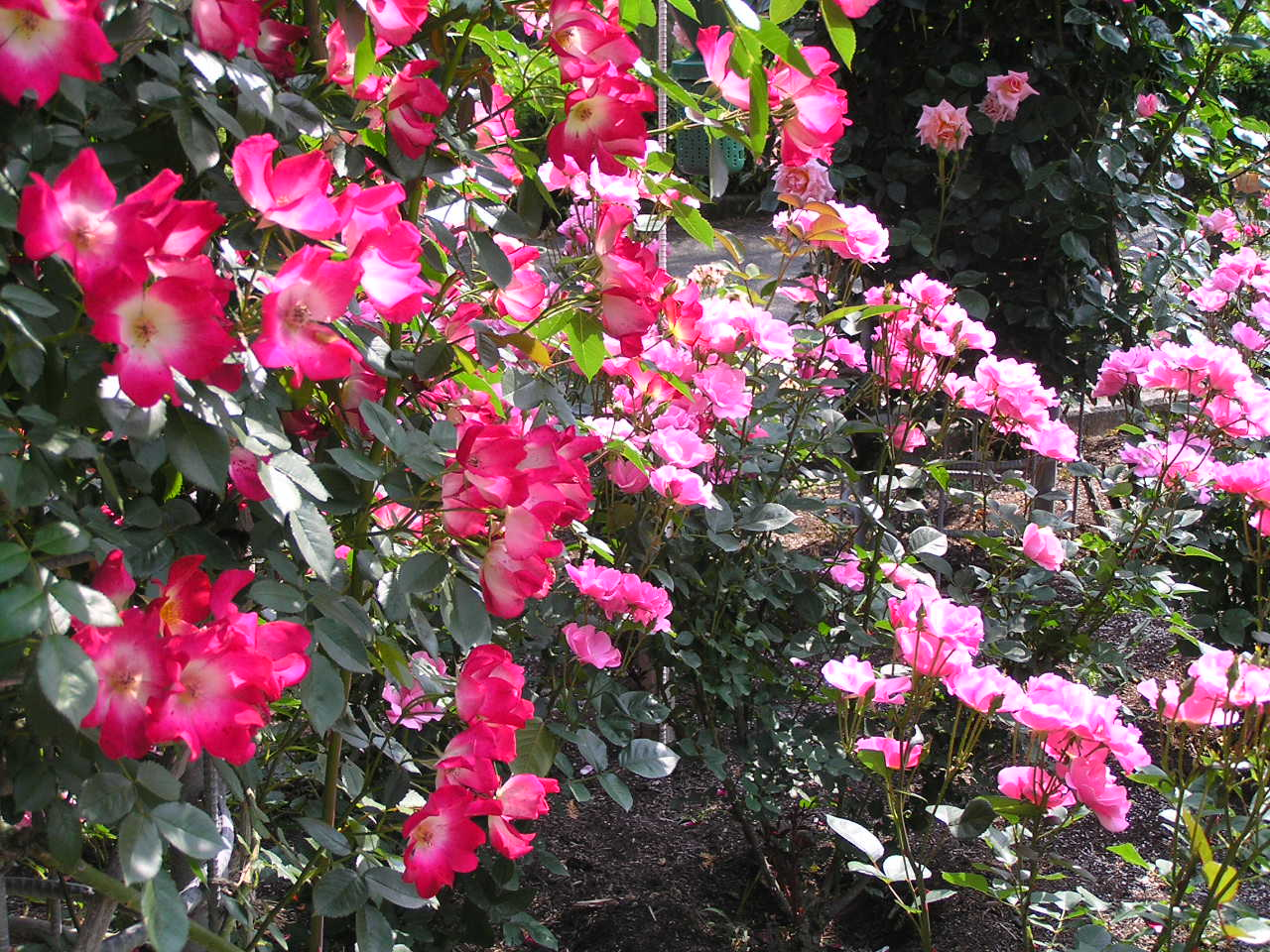
バラ園（一重咲きつるバラカクテル）
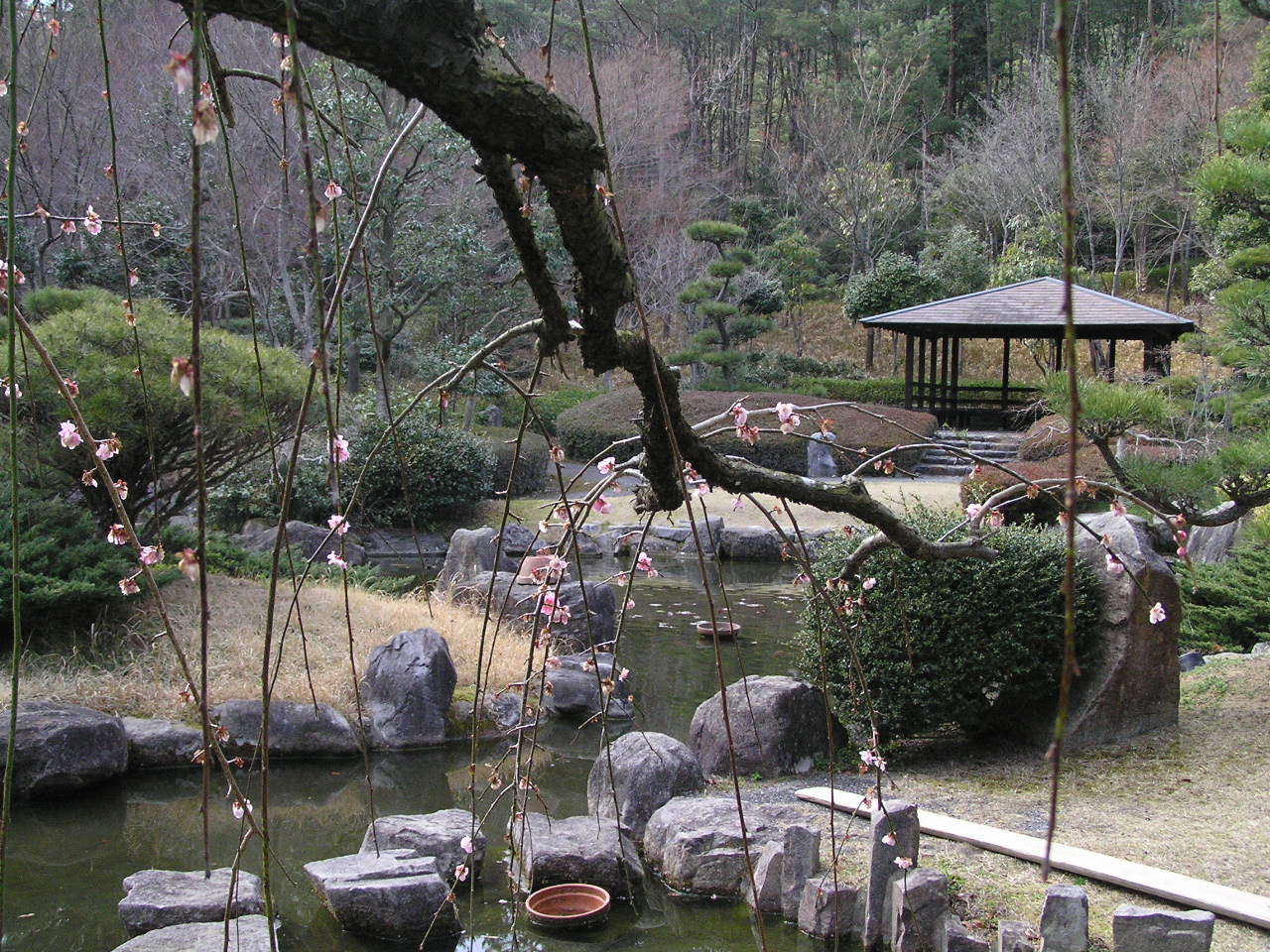
日本庭園
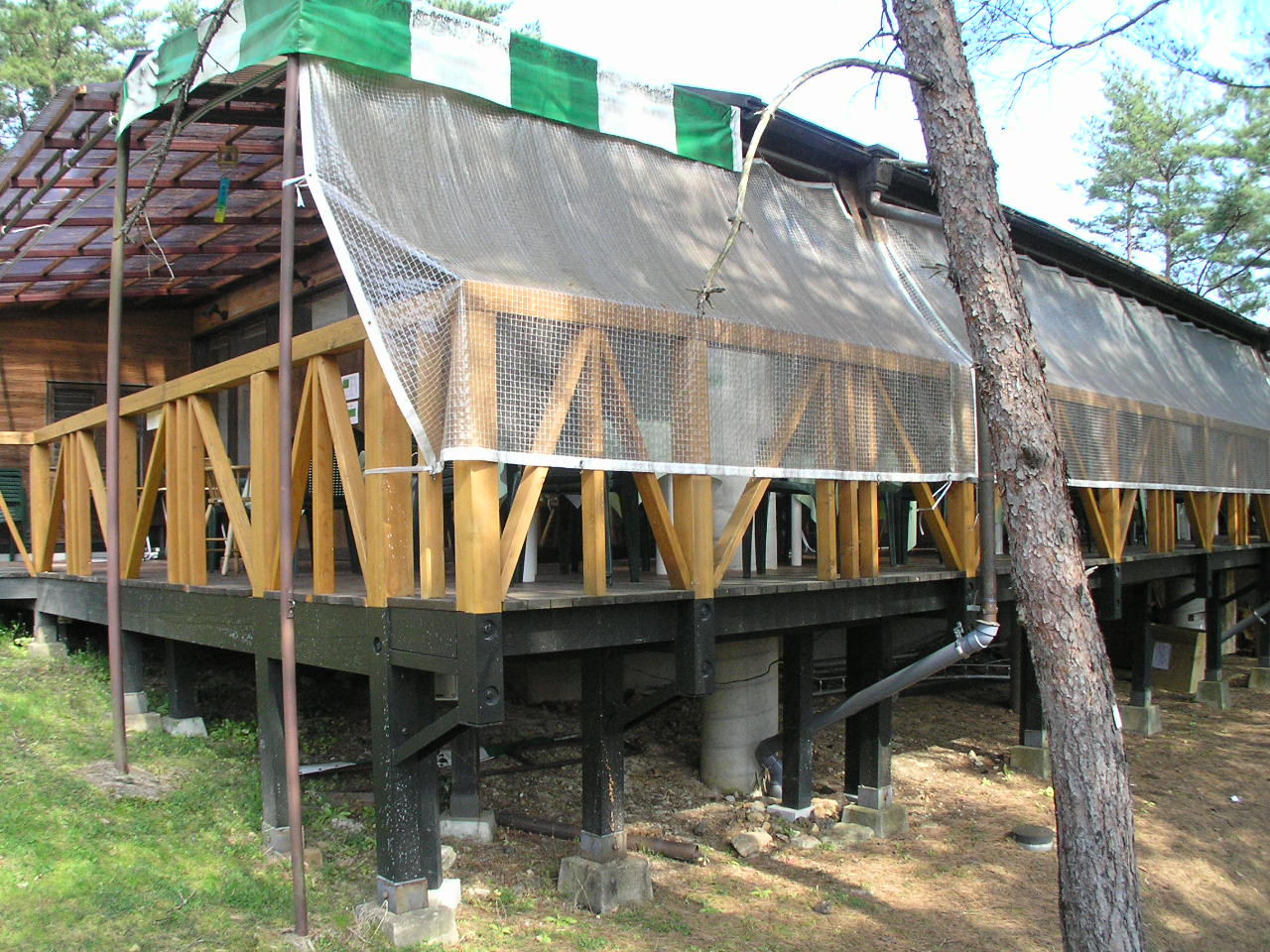
ココロン那珂

## 所在地
- 多可郡多可町中区牧野817-41

## 営業期間
- 9時から17時まで[2]
- 入場無料

## アクセス

### 自動車
- 中国自動車道滝野社インターチェンジから30分・同自動車道加西インターチェンジから40分。

### 公共交通機関
- JR加古川線西脇市駅から神姫バス「鍛冶屋」停留所からで徒歩20分。